# ハイル・メルギア
ハイル・メルギア (Hailu Mergia、アムハラ語: ኃይሉ መርጊያ) は、エチオピアのキーボーディストで、現在は米国ワシントンDCを拠点としている。彼は、エチオピアの音楽の「黄金時代」における最も重要なグループの1つである1970年代の「The Walias」のキーボーディストとして最もよく知られている。

## バイオグラフィー
ハイル・メルギアは 1946年にエチオピア帝国のシェワ州で生まれ、10歳でアディスアベバに引っ越した。彼は伝統的なオロモ語、アムハラ語、ティグリニャ語の歌集のメロディーで育ち、14歳で独学でアコーディオンを学んだ。彼のアコーディオン、キーボード、そして「民謡をよりファンキーでモダンなメロディーに転用する」才能は、エチオピアでのポピュラー音楽への彼の貢献を明確にした。1970年代、彼は、キング・カーティス、ジュニア・ウォーカー、メイシオ・パーカーなどの西洋のアーティストの影響を受けたハードなポリリズミック・ファンク・サウンドを持つジャズ・ファンク・バンドである「The Walias」のキーボーディストであった。当時、メンギストゥのダーグ政権がアディスアベバのナイトライフに制限を課した後、この地域で活動しているバンドが生計を立てることは難しくなったが、音楽はまだ定期的に録音されており、簡単に複製して配布出来るカセットテープが典型的なリリース形式だった。「The Walias」はこの時期、アディスのヒルトン・ホテルに10年間滞在した。
ダーグの独裁政権により、検閲はこの地域のミュージシャンにとってしばしば問題となったが、検閲を回避する1つの方法はインストルメンタルのみを作成することであるとハイルは認めた。エチオピアの音楽は通常、ボーカリストによって導かれた。アディスの音楽の「黄金時代」にリリースされたインストゥルメンタル・アルバムは3枚だけであった。その中には、「The Walias」とのハイルの画期的なアルバムの1つである『Tche Belew 』(1977) が含まれていた。サイド・プロジェクトとして、ハイルはこの時期に「Dahlak Band」に参加し、カセットのみの「Wede Harer Guzo (1978) をレコーディングした。バンドのためのハイルのオルガン作品は、「The Walias」の重要な特徴の1つであったが、1980年代の米国ツアー中に、ハイルと他の数人のメンバーは米国に留まることを決定し、事実上バンドのキャリアを終わらせたが、特に1977年のインストゥルメンタル「ムジカウィシルト」を介して。この時点でエチオピアでの彼らの遺産は強力だった。
1985年にハイルが新しいアルバム『Hailu Mergia & His Classical Instrument』をレコーディングしたのは、アメリカに引っ越してからわずか数年後のことだった。その間、彼はズーラ・バンドで演奏していた。ハイルは、彼が音楽の勉強を始めたハワード大学で知り合った知人の所有する小さなスタジオで一人でアルバムを録音した。
1991年に活動を休止し、飲食店を開業。1998年以来、ハイルは主にワシントンDCのダレス空港周辺でタクシー運転手として働いてきた。しかし、余暇には作曲を続けている。「客を降ろした後、トランクからキーボードを取り出し、車に座って練習します。」との事。 
『Hailu Mergia & His Classical Instrument』は、レーベルの所有者がカセットでアルバムを発見した後、2013年にAwesome Tapes From Africaレーベルから再リリースされた。2年後、彼の20年以上ぶりの新譜『Lala Belu』が同じレーベルからリリースされ、彼にはMike MajkowskiとTony Buckが同行した。これに続いて、2020 年にフルバンド・アルバム『Yene Mircha』がリリースされた。